# Jan Huygen van Linschoten

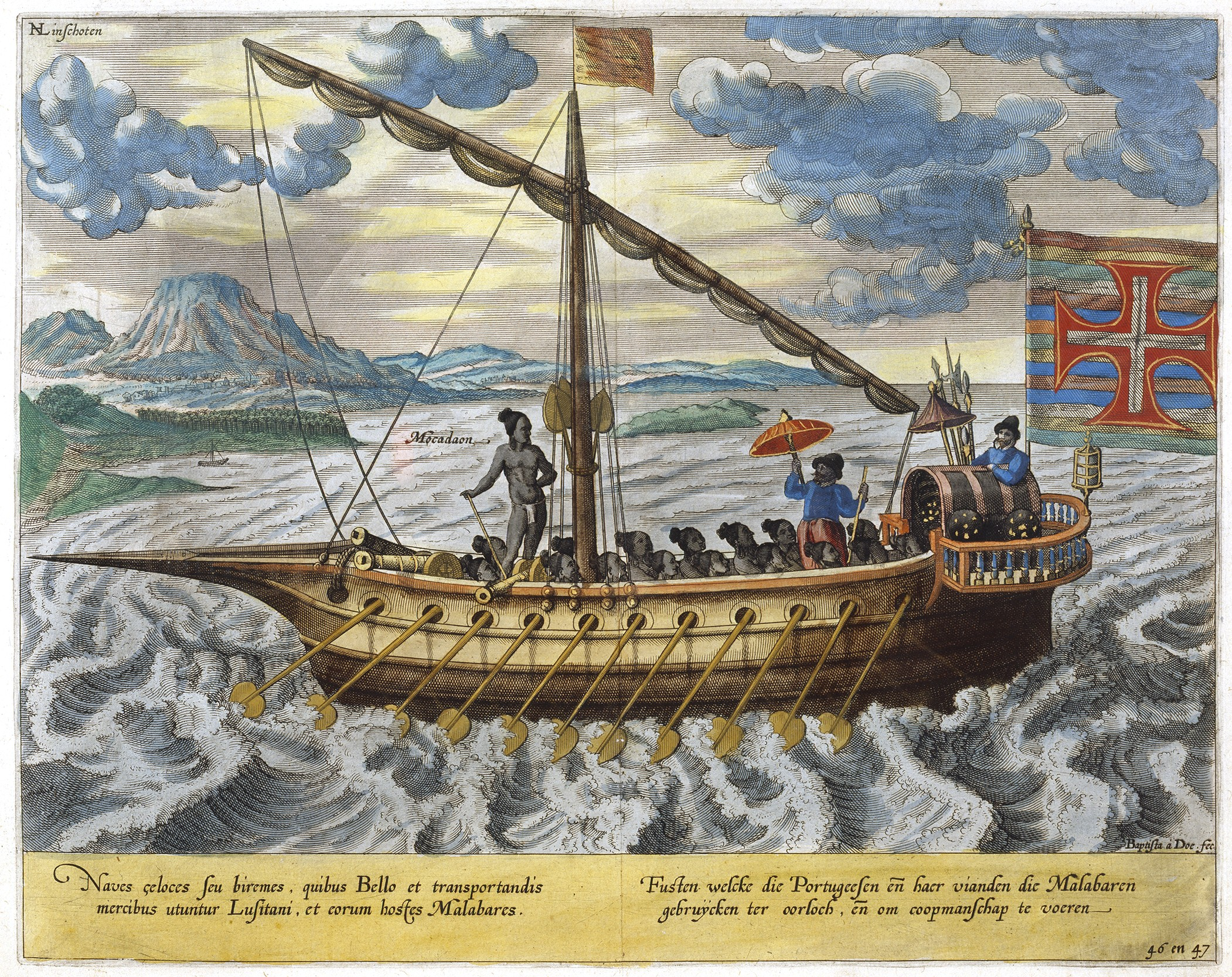
Portugese fust uit het Itinerario van Jan Huygen van Linschoten

Jan Huygen van Linschoten (Haarlem, ca. 1563 - Enkhuizen, 8 februari 1611) was een Nederlandse boekhouder, koopman, ontdekkingsreiziger, tekenaar en schrijver die aan de wieg heeft gestaan van de Nederlandse zeevaart naar Azië. Hij kopieerde geheime Portugese zeekaarten van de Carreira da Índia en is vooral bekend om de publicatie van zijn boek Itinerario, voyage ofte schipvaert, naer Oost ofte Portugaels Indien inhoudende een corte beschryvinghe der selver landen ende zee-custen. De geografische, botanische, historische en etnische elementen uit zijn boeken zijn voornamelijk gebaseerd op eerdere Portugese geschriften.
Jan Huygen van Linschoten publiceerde naar aanleiding van zijn reizen meerdere werken, als eerste in 1595 het Reys-Gheschrift met informatie over de bewoners en gewassen van de Canarische en Kaapverdische Eilanden, evenals over die in Goa.
In zijn Itinerario uit 1596 gaf hij informatie op over de te volgen route naar onder andere Java, China en Japan. Deze informatie werd door de Portugezen tot dan toe angstvallig geheimgehouden. Zijn boeken zouden enkele jaren later gebruikt worden bij de zeereizen van de Engelse Oostindische Compagnie en de VOC.

## Biografie

### Naamgeving
Jan Huygen van Linschoten heette eerst Jan Huygen. Het stuk Van Linschoten voegde hij achter zijn naam gedurende zijn verblijf in Goa. Het is niet bekend waarom hij daarvoor gekozen heeft. Linschoten is de naam van een dorp tussen Utrecht en Gouda, waarbij een adellijk landgoed lag, maar het is onbekend of zijn familie daarmee een connectie heeft. In ieder geval zijn zijn ouders er niet geboren.

### Familie
Hij werd rond 1563 in Haarlem in een katholieke familie geboren. Zijn vader heette Huig Joostensz. De naam van zijn moeder was Marretje Tin Hendriksdr uit Schoonhoven. Jan Huygen had naar het schijnt drie broers en een zus en de familie verhuisde nog voor het Beleg van Haarlem naar Enkhuizen. Zijn vader was notaris en tegelijkertijd waard van de Vergulden Valck, vanaf 1581 van de  't Wapen van Haerlem. Huig Joosten was welgesteld en een belangrijk financier in de plaatselijke scheepsbouw.

### Reis naar Goa
Rond 1579 vertrok Jan Huygen, in navolging van twee halfbroers Floris Tin en Willem Tin, naar Sevilla in Spanje. In 1580 verhuisde hij naar Portugal. Een broer bezorgde hem een functie als klerk bij João Vicente da Fonseca, in 1582 benoemd tot aartsbisschop van het Patriarchaat Oost-Indië. Op 8 april 1583 zeilde het gezelschap naar Indië. Filips II van Spanje had opdracht gegeven om een kosmografisch werk te schrijven en aartsbisschop Fonseca benoemde Jan Huygen om dit werk uit te voeren. De Nederlander kreeg daarom toegang tot manuscripten en boeken die bewaard werden in het paleis van de aartsbisschop en in het paleis van de onderkoning in Goa. Dankzij deze opdracht kon hij een uitgebreid netwerk van informanten in Azië opbouwen, dat hij later uitbreidde op de Azoren. Hierdoor was hij in staat om verschillende nautische routeboeken te verzamelen. Deze routeboeken werden later gepubliceerd in het "Reys-gheschrift".

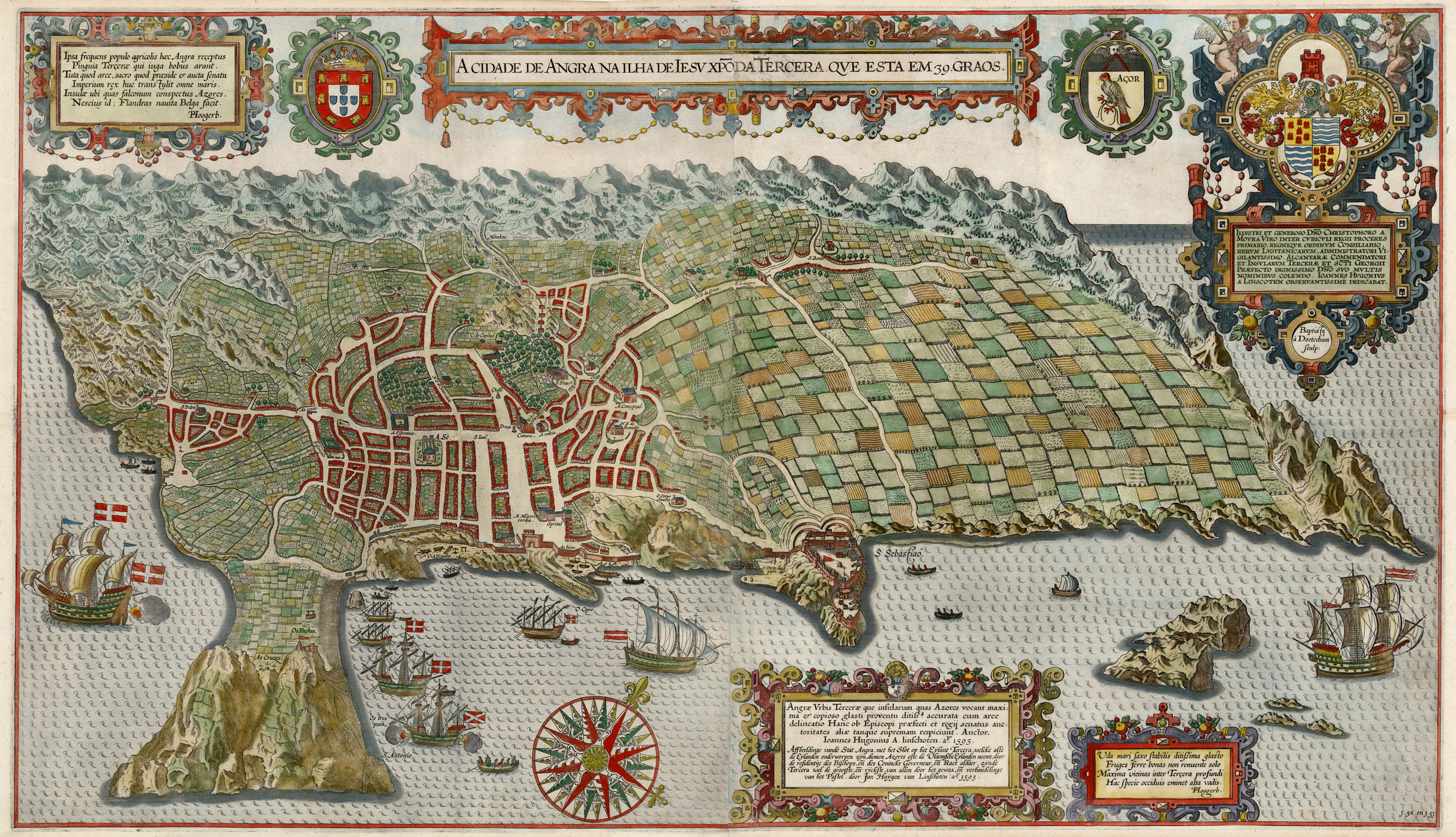
Terceira (Azoren) uit het Itinerario van Jan Huygen van Linschoten

In 1587 keerde de aartsbisschop terug naar Portugal om verslag uit te brengen. Van Linschoten bleef achter om de boekhouding te doen. Bovendien koesterde hij de hoop dat zich een gelegenheid zou voordoen verder te reizen naar China en Japan. In 1588 vernam hij dat de aartsbisschop tijdens zijn reis naar Europa was overleden voor de kust van West-Afrika. Ook hoorde hij dat het schip waarop zijn broer voer met man en muis was vergaan. Van Linschoten werd daarop overvallen door heimwee en besloot in 1589 terug te keren naar Europa. Tijdens een tussenstop op Sint Helena ontmoette hij Gerrit van Afhuijsen, een Antwerpenaar die in Malakka was geweest. Van hem deed hij veel kennis op van de specerijenhandel in die regio. Op de volgende tussenstop, de Azoren, verbleef hij twee jaar als gevolg van schipbreuk veroorzaakt door Engelsen die het eiland belegerden. Hij benutte de tijd om in opdracht van de gouverneur de stad Angra, op Terceira, in kaart te brengen. In 1592 was hij terug in Lissabon en nog hetzelfde jaar vertrok hij naar zijn vaderland en vestigde zich in Enkhuizen.

### Noordoostelijke rondvaart

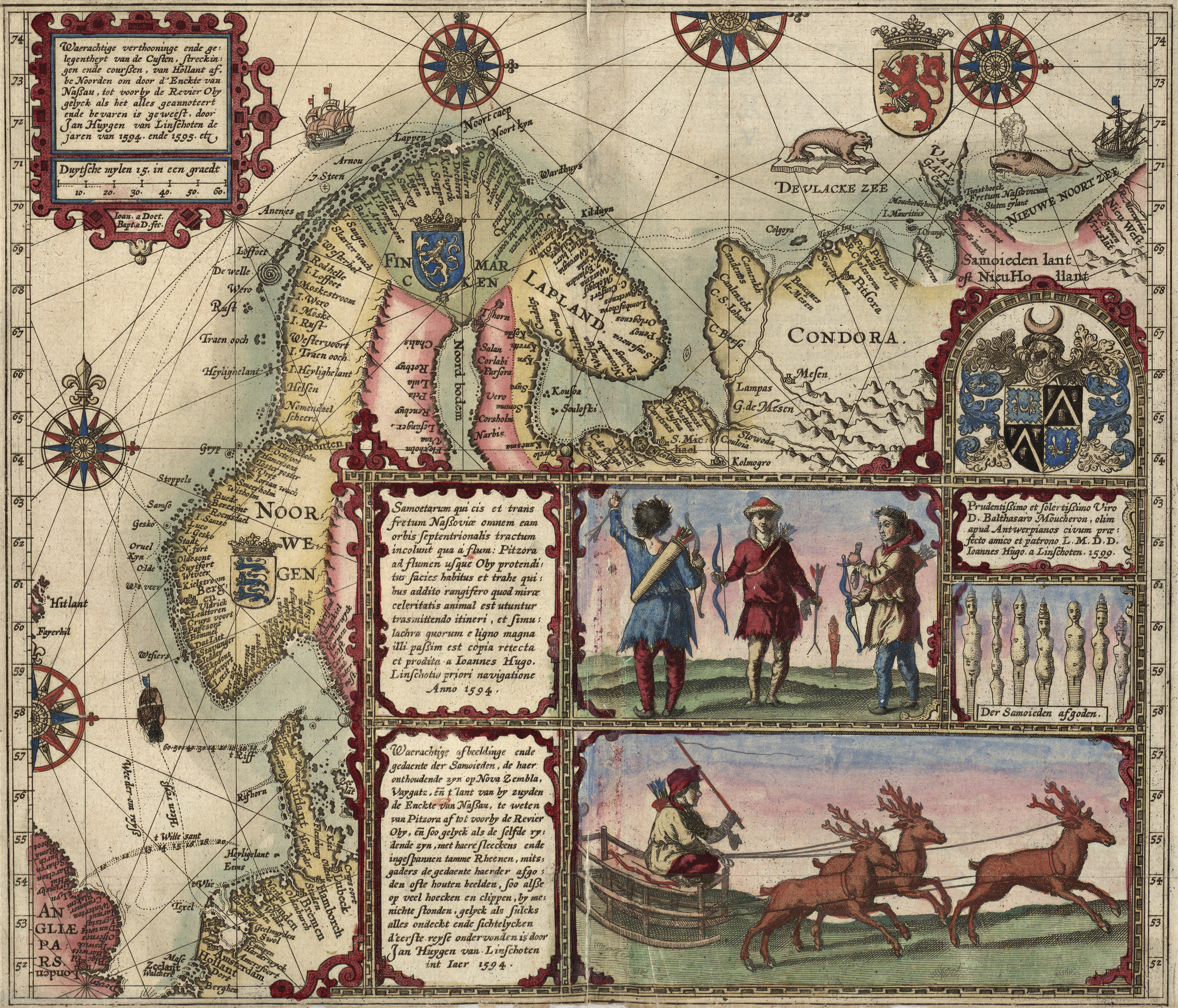
Kaart van de eerste zeereis van Willem Barentsz

In 1594 nam Van Linschoten deel aan een door Balthazar de Moucheron opgezette expeditie: de eerste noordreis. Mede om de Portugezen in het zuiden te mijden, maar ook omdat gedacht werd dat een noordelijke route veel korter was, werd geprobeerd via de Noordkaap een zeeweg naar Cathay en de specerijen-eilanden te vinden. Willem Barentsz en Cornelis Nay slaagden erin de Karazee binnen te varen en de westkust van Nova Zembla te verkennen, maar door het ijs waren de schepen gedwongen hetzelfde jaar terug te keren. In 1595 werd een tweede noordreis ondernomen. Ook bij deze  was Van Linschoten betrokken, samen met Jacob van Heemskerck. Ook deze expeditie moest door een dichtvriezende zee worden afgebroken. Aan de derde en laatste reis van Barentsz heeft Van Linschoten niet deelgenomen.

### Auteur en thesaurier van Enkhuizen

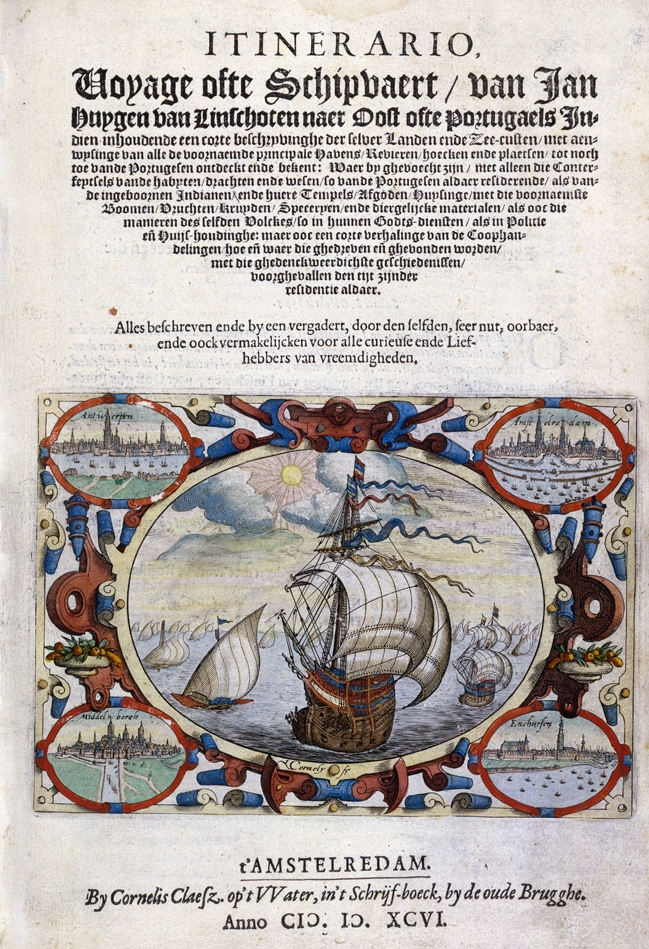
Itinerario, voyage ofte schipvaert, naer Oost ofte Portugaels Indien inhoudende een corte beschryvinghe der selver landen ende zee-custen met daarin ook de Beschryvinghe van de gantsche custe van Guinea en het Reys-gheschrift vande navigatien der Portugaloysers in Orienten

In 1596 publiceerde hij zijn Itinerario over de gewoonten in het Portugese rijk in Azië, zoals de schoonheid van het vrouwelijk geslacht, het gebruik van opium en vormen van piercing in het Koninkrijk Ayutthaya. Het werd vertaald in het Engels, Frans, Duits en Latijn. Dit werk werd, net als het Reys-gheschrift, internationaal lange tijd als standaardwerk beschouwd voor zeereizen naar Oost-Indië.
Van Linschoten suggereerde de Portugezen te ontlopen door niet door de Straat van Malakka te varen, maar via de westkust van Sumatra door de Straat Soenda te varen. In 1601 publiceerde hij zijn verslag van de reizen naar het noorden: Voyagie, ofte schip-vaert van by Noorden om langes. Vanaf 1597 tot aan zijn dood was Van Linschoten als thesaurier belast met het beheer van de geldmiddelen van de West-Friese havenstad Enkhuizen.
Het staat vast dat Van Linschoten heeft samengewerkt met Enkhuizenaren Dirck China, de cartograaf Lucas Janszoon Waghenaer en wetenschapper en arts Bernardus Paludanus, die hij een deel van zijn verzameling rariteiten schonk.
Jan Huygen van Linschoten trouwde op 2 april 1595 met Reynou Meynertsdr Semeyns. Op 24 augustus van dat jaar werd hun dochter en enig kind Maritien gedoopt, die jong stierf. Er is slechts een portret van hem bekend. Daarop wordt hij afgebeeld als 32-jarige. Toen hij op 8 februari 1611 stierf liet hij zijn vrouw in goeden doen achter.

## Werken van Jan Huygen van Linschoten

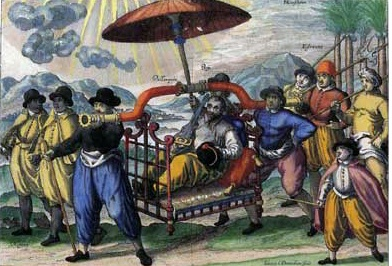
Tekening uit de Itinerario van Jan Huygen van Linschoten die jarenlang in Goa verbleef en de gewoonten en zeden van de bewoners beschreef

- Van Linschoten, Jan Huygen, Reys-gheschrift vande navigatien der Portugaloysers in Orienten Cornelis Claesz., Amsterdam (1595) Volledige weergave via Google Books
- Van Linschoten, Jan Huygen, Itinerario, Voyage ofte schipvaert van Jan Huyghen van Linschoten naer Oost ofte Portugaels Indien, 1579-1592 Cornelis Claesz., Amsterdam (1596) Volledige weergave via Google Books
- Van Linschoten, Jan Huygen, Beschrijvinge vande gantsche custe van Guinea, Manicongo, Angola, Monomotapa eñ tegen over de Cabo de S. Augustijn in Brasilien. Cornelis Claesz., Amsterdam (1596)
- Van Linschoten, Jan Huygen, Voyagie, ofte schip-vaert, van Ian Huyghen van Linschoten, van by Noorden om langes Noorvvegen de Noortcaep, Laplant, Vinlant, Ruslandt, de VVitte Zee, de custen van candenoes, Svvetenoes, Pitzora ...: VVaer inne seer distinctelicken verbaels-ghewijse beschreven ende aenghewesen wordt, alle t'ghene dat hem op de selve reyse van dach tot dach bejeghent en voorghecomen is ... Anno 1594. en[de] 1595
- Van Linschoten, Jan Huygen, Een t’samen-sprekinghe, daer besonderlicken in gehandelt worden de dingen die geschiet zijn in Roomen t’iaer van 1527. Ter eeren Godts ende d’algemeene welvaert vande Christelijcke Gemeente / Eerst in spaens ghedruckt binnen Parijs t’iaer 86. ende als nu overgeset wtten Spaensche in onse Nederduijtsche tale door Ian Huyghen van Linschoten. Tot Enchvysen. By Jacob Lenertsz. Meyn / Boeckvercooper / woonende op den hoeck van de Kerck brugge / in t Schrijfboeck. Anno 1599.[11]

## Vernoemingen
- Linschoten-Vereeniging. De vereniging, die is opgericht in 1908, heeft als doel de publicatie van zeldzame en onuitgegeven Nederlandse reisverslagen en landbeschrijvingen.[12]

## Trivia
- Het kinderlied Jan Huigen in de ton zou over Van Linschoten gaan en zou verwijzen naar de markering van een eiland middels een ton op een paal op een van zijn noordelijke expedities.[13]
- In het Suske en Wiske-stripverhaal De gulden harpoen speelt Van Linschoten een belangrijke rol.